# Dialetto di Laiuse
Il dialetto di Laiuse è stato un dialetto della lingua kalò della Finlandia, parlato in Estonia. Era una lingua mista basata su romani ed estone.
Il popolo rom apparve per la prima volta in Estonia nel XVII secolo. Secondo alcune indiscrezioni, erano la parte dell'orchestra rom di re Carlo XII di Svezia che, dopo aver trascorso un inverno a Laiuse, si lasciò alle spalle. Nel 1841 furono raccolti e sistemati tutti i 44 rom estoni attorno alla parrocchia di Laiuse. La loro fermata principale era il villaggio di Raaduvere, ma vivevano anche a Rakvere, Jõgeva e nelle vicinanze. Prima della seconda guerra mondiale c'erano 60 rom a Laiuse. I rom di Laiuse si estinsero durante l' occupazione tedesca, quando tutti i parlanti furono uccisi dai nazisti durante il Porajmos.

## Caratteristiche linguistiche
Il dialetto di Laiuse condivide alcune caratteristiche linguistiche con il dialetto kalò della Finlandia, come la palatalizzazione delle consonanti velari prima delle vocali anteriori e il devoicing iniziale.